# Ellough
Ellough – wieś w Anglii, w hrabstwie Suffolk, w dystrykcie East Suffolk. Leży 51 km na północny wschód od miasta Ipswich i 157 km na północny wschód od Londynu.